# Spectroscopie photoélectronique résolue en angle

Dispositif expérimental de spectroscopie photoélectronique résolue en angle

La spectroscopie photoélectronique résolue en angle (ARPES, Angle-resolved photoemission spectroscopy), est une technique expérimentale directe permettant l'observation de la distribution des électrons (plus précisément, la densité des excitations électroniques) dans l'espace réciproque des solides. Cette technique est une spécialisation de la spectroscopie de photoémission ordinaire. L'étude de la photoémission des électrons contenus dans un échantillon est habituellement réalisée en illuminant avec des rayons X mous. L'ARPES est une des méthodes les plus directes pour étudier la structure électronique des solides.
L'ARPES donne des informations sur la direction, la vitesse et la dispersion des électrons de valence dans le solide étudié. Cela signifie que l'on peut déterminer l'énergie et la quantité de mouvement d'un électron ce qui permet d'obtenir un diagramme de bandes détaillé et la surface de Fermi.
La technique est également connue comme ARUPS (angle-resolved ultraviolet photoemission spectroscopy) lors de l'utilisation de la lumière ultraviolette (par opposition aux rayons X) pour générer de photoémission. 

## Tracé des bandes
Le tracé des bandes, en physique de la matière condensée est le processus qui permet de détecter et mesurer les photoélectrons émis par la surface à différents angles. Ce processus est employé par l'ARPES. L'ARPES est utilisée pour sonder la structure électronique du solide, des surfaces et interfaces.
En traçant le diagramme de bandes, plusieurs propriétés fondamentales du solide peuvent être déterminées. On pourra notamment citer :
- L'énergie cinétique de l'électron ;
- L'élasticité ;
- Les propriétés électriques et magnétiques ;
- Les propriétés optiques.

Les états électroniques dans les solides sont décrits par les bandes d'énergie, lesquelles ont une énergie de bande qui suit une dispersion E(k)  - Energie propre pour les électrons délocalisés dans un milieu cristallin selon le théorème de Bloch. 

## Théorie
De la conservation de l'énergie, nous avons :
{\displaystyle {\displaystyle E=\hbar \omega -E_{f}-\phi }}
où
- {\displaystyle {\hbar \omega }} est l'énergie de photon incident — mesurée
- {\displaystyle {\displaystyle E}} est l'énergie de liaison de l'électron
- {\displaystyle {E_{f}}} est l'énergie cinétique de l'électron éjecté — mesurée
- {\displaystyle {\phi }} est le travail de sortie (énergie nécessaire pour éjecter les électrons de l'échantillon vers le vide)

La quantité de mouvement du photon est négligée étant donné sa faible contribution comparé à celle apportée par l'électron.
Dans le cas typique, en supposant une surface physique de l’échantillon plane, les symétries de translation impliquent que la composante de la quantité de mouvement de l’électron contenue dans le plan de l'échantillon soit conservée :
{\displaystyle {\displaystyle \hbar k_{i\parallel }=\hbar k_{f\parallel }={\sqrt {2mE_{f}}}\sin \theta }}
où
- {\displaystyle {\displaystyle \hbar k_{f}}} est la quantité de mouvement de l'électron — mesurée par l'angle
- {\displaystyle {\displaystyle \hbar k_{i}}} est la quantité de mouvement initiale de l'électron

Cependant, la composante normale de la quantité de mouvement de l'électron {\displaystyle {\displaystyle \hbar k_{i\perp }}} peut ne pas être conservée. La façon classique de traiter cela est de supposer que l’état final dans le cristal est du type électron-libre. Dans ce cas nous avons :
{\displaystyle {\displaystyle k_{i\perp }={\frac {1}{\hbar }}{\sqrt {2m(E_{f}\cos ^{2}\theta +V_{0})}}}}
Où {\displaystyle V_{0}} indique la profondeur de bande depuis le niveau de vide, y compris le travail de sortie {\displaystyle {\phi }} ; {\displaystyle V_{0}} peut être déterminé en examinant seulement les électrons émis perpendiculairement à la surface, en mesurant leur énergie cinétique en fonction de l'énergie du photon incident.
Les équations de l'énergie et la quantité de mouvement peuvent être résolues afin de déterminer la relation de dispersion entre l'énergie de liaison, {\displaystyle E} et le vecteur d'onde de l'électron.